# Point Pleasant (TV-serie)
Point Pleasant är en amerikansk TV-serie. Serien började sändas i januari 2005, men avslutades redan i mars samma år på grund av dåliga tittarsiffror. Det sändes bara tretton avsnitt av Point Pleasant eftersom serien lades ner, därför fick serien inget riktigt avslut. Men slutet av det sista avsnittet, Let the War Commence, lämnar en öppning för fria spekulationer om det riktiga slutet. Serien är skapad av John McLaughlin och Marti Noxon.

## Avsnittsguide
- 1.01 Pilot
- 1.02 Human Nature
- 1.03 Who's Your Daddy
- 1.04 The Lonely Hunter
- 1.05 Last Dance
- 1.06 Secrets and Lies
- 1.07 Unraveling
- 1.08 Swimming With Boyd
- 1.09 Waking the Dead
- 1.10 Hell Hath No Fury Like a Woman Choked
- 1.11 Missing
- 1.12 Mother's Day
- 1.13 Let the War Commence

## Roller
- Elisabeth Harnois — Christina Nickson
- Grant Show — Lucas Boyd
- Samuel Page — Jesse Parker
- Aubrey Dollar — Judy Kramer
- Dina Meyer — Amber Hargrove
- Cameron Richardson — Paula Hargrove
- Clare Carey — Sarah Parker
- Brent Weber — Terry Burke
- Susan Walters — Meg Kramer
- Richard Burgi — Ben Kramer
- Alex Carter — Sheriff Logan Parker
- Ned Schmidtke — Father Matthew
- John Diehl — David Burke
- Adam Busch — Wesley Feist aka Wes
- Elizabeth Ann Bennett — Holly
- Marcus Coloma — Father Tomas
- Audrey Marie Anderson — Isabelle Kramer
- James Morrison — Kingston Nickson
- Aaron Paul — Mark Owens
- Matt Lanter — Nick
- Dana Davis — Lucinda
- Steven Brand — Graham
- Aaron Norvell — Deputy Atkins
- Randy Oglesby — Father David
- Jon Hamm — Dr. George Forrester
- Wyatt Alvarez — Young Jesse Parker
- Lisa Zane — Anne Gibson
- Peter Allas — Dr. Evett

## Handling
En ung tjej, Christina, spolas upp på stranden i Point Pleasant i New Jersey, USA, under en våldsam storm. Efter att hon räddats av livräddaren Jesse Parker tar familjen Kramer hand om henne. Hon blir snabbt vän med familjens dotter, Judy Kramer. Under seriens gång får man följa Christina då hon försöker ta reda på vem hon egentligen är och vad som hände med hennes mamma som lämnade henne kort efter hennes födelse.
Det visar sig snart att Christinas närvaro har en underlig effekt på omgivningen. Känslor blir starkare, förtryckta känslor kommer upp till ytan, hemliga begär vaknar och vänner blir fiender. Som om inte det var nog drabbar märkliga olyckor dem som gjort Christina upprörd eller arg.
Samtidigt har mystiska krafter koll på Christina i tron om att hon är Mörkrets Barn (Child of Darkness) som ska få hela världen att falla på knä. Christina är barn till själve Satan och en mänsklig kvinna. Spänningen mellan gott och ont i Christina, samt frågan om vilken sida Christina slutligen väljer, är i stort sett det serien bygger på.
Christina plågas av hemska visioner som visar död och förödelse, en glimt av den mörka framtid hon är menad att frambringa. Samtidigt anländer en ung och charmig främling till stan. Denne Lucas Boyd har bestämt sig för att leda Christina mot hennes rätta öde. I samma veva inleder Christina och Jesse en relation. Jesse inser senare att han troligen är den enda som kan förhindra att Christina frambringar Armageddon.